# Rhopalopsole malayana
Rhopalopsole malayana är en bäcksländeart som först beskrevs av Banks 1920.  Rhopalopsole malayana ingår i släktet Rhopalopsole och familjen smalbäcksländor. Inga underarter finns listade i Catalogue of Life.